# Cantonul Le Lion-d'Angers
Cantonul Le Lion-d'Angers este un canton din arondismentul Segré, departamentul Maine-et-Loire, regiunea Pays de la Loire, Franța.

## Comune
- Andigné
- Brain-sur-Longuenée
- Chambellay
- Gené
- Grez-Neuville
- La Jaille-Yvon
- Le Lion-d'Angers (reședință)
- Montreuil-sur-Maine
- La Pouëze
- Pruillé
- Vern-d'Anjou